# Exechocentrini
Exechocentrini è una tribù appartenente alla famiglia Araneidae dell'Ordine Araneae della classe Arachnida.
Il nome deriva dal greco ἔξ, èx, cioè da, attraverso, ἓχω, ècho, cioè avere, possedere, tenere, e dal latino centrus, cioè centro; all'incirca dovrebbe significare: che ha un (bel disegno) centrato, e in aggiunta il suffisso -ini che designa l'appartenenza ad una tribù.

## Tassonomia
Al 2007, si compone di due generi:
- Coelossia SIMON, 1895
- Exechocentrus SIMON, 1889